# Raiven
Raiven (születési nevén: Sara Briški Cirman; 1996. április 26. – ) szlovén énekesnő, dalszerző és hárfás. Ő képviselte Szlovéniát a 2024-es Eurovíziós Dalfesztiválon, Malmőben.

## Pályafutása
Először 2016-ban, vett részt az EMA elnevezésű szlovén eurovíziós nemzeti dalválasztó műsorban, ahol a Črno bel című dalával a második helyezést érte el. Raiven 2017-ben visszatért a műsorba, ezúttal aharmadik helyezést érte el a Zažarim című dallal, majd ezt követően 2019-ben ismét versenyzett a Kaos című dallal és a második helyezett lett.
2017-ben jelent meg debütáló albuma, a Magenta, majd a Szlovén Kulturális és Művészeti Egyesülettől díjat kapott a szlovén popzene terén elért eredményeiért. 2018. február 24-én Raiven volt Vid Valičcsal közösen a műsorvezetője az EMA döntőjének, ahol eldőlt, hogy ki képviseli Szlovéniát a 2018-as Eurovíziós Dalfesztiválon.
2018 második felében dalszerzőkkel és producerekkel kezdett dolgozni a londoni Metropolis Studiosban. Az ott végzett munkája eredményeként kiadott egy REM című EP-t, amely kritikai és közönségsikert aratott. A zenei tanulmányainak a keretében 2018-ban a szlovén Zeneakadémia Barokk Zenekarával szóló altként adta elő a Szlovén Filharmóniában Mozart Spatzenmesse és Vivaldi D-dúr Gloria című műveit. Ugyanebben az évben a Cankar Center szólistájaként lépett fel a Szlovén Filharmónia zenekarával. 2019-ben Iztok Kocen minioperájában, a Nepotrebnában énekelt, melynek a bemutatóját Budapesten tartották. Később a minioperát Brnóban és Ljubljanában is bemutatták.
2019. július 4-én az újvidéki Exit Fesztivál Fusion Stage színpadán lépett fel, azon az estén, amikor a szervezők a fesztivál történetének legtöbb látogatóját regisztrálták, több mint 56 ezer főt. 2019 végén számos rangos eseményen lépett fel, többek között ő volt a szólistája a Radiotelevizija Slovenija szimfonikus zenekarának, a Szlovén Barokk Zenekarnak és a Szlovén Rendőrzenekarnak is. 2020 februárjában eredeti Ti című kompozíciójával lépett fel a közszlogáltai televízió szimfonikus zenekarával a ljubljanai Szlovén Nemzeti Színházban, Matija Krečič vezényletével.
2021. szeptember 11-én a Popevka 21 fesztiválon előadta a Vokovi című dalt, mellyel elnyerte a közönségdíjat. 2021-ben a ljubljanai akadémián mesterképzést végzett zenei, valamint opera és szólóéneklés szakon.
2022-ben egy új elektroopera koncertprojektet mutatott be, amelyben a klasszikus operaáriákat ötvözte az elektronikus popdalokkal. Ennek a projektnek a Doloroso című tételét egy teltházas koncert során mutatták be 2022. március 8-án a Cankar Centre-ben. 2023-ban visszatért a Popevka fesztiválra, mint műsorvezető, és társával, Helena Blagne-val együtt mutatta be új dalát, az Ikonát. Ezzel egyidejűleg jelentette be a Sirene című EP megjelenését.
2023. december 12-én-én a Radiotelevizija Slovenija (RTVSLO) bejelentette, hogy őt választották ki, hogy képviselje Szlovéniát a 2024-es Eurovíziós Dalfesztiválon. Versenydala, a Veronika 2024. január 20-án jelent meg, amit egy erre az alkalomra megrendezett dalbemutató műsorban adott elő először. A dalfesztivál május 7-én rendezett első elődöntőjéből kilencedik helyezettként jutott tovább a döntőbe, ahol a huszonharmadik helyen végzett.

## Diszkográfia

### Albumok
- Magenta (2017)

### EP-k
- REM (2019)
- Sirene (2024)

### Kislemezek
- Jadra (2014)
- Bežim (2015)
- Črno bel (2016)
- Nov planet (2017)
- Zažarim (2017)
- Nisem kriva (2018)
- Kaos (2019)
- Širni ocean (2019)
- Kralj Babilona (2019)
- Ti (2019)
- Volkovi (2021)
- Habanera (2022)
- Ikona (2023, Helena Blagne-val közösen)
- Veronika (2024)